# Pandanus ensifolius
Pandanus ensifolius là một loài thực vật có hoa trong họ Dứa dại. Loài này được Thouars miêu tả khoa học đầu tiên năm 1808.